# 円山川リバーサイドライン

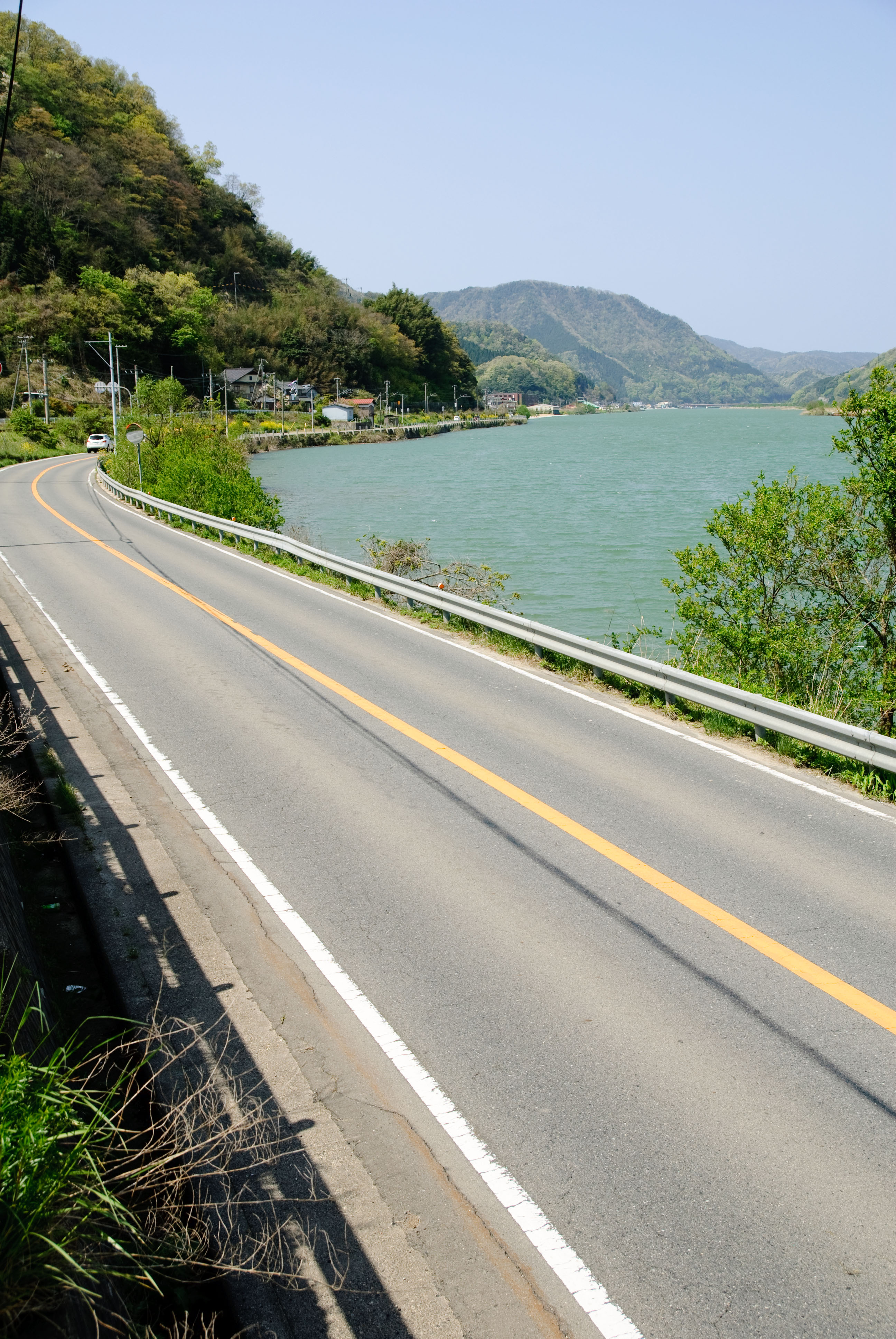
円山川リバーサイドライン（豊岡市城崎町上山付近より下流を望む）

円山川リバーサイドライン（まるやまがわリバーサイドライン、Maruyamagawa Riverside Line）は兵庫県朝来市から、養父市を通り、豊岡市までの円山川沿いを走る道路である。

## 概要
朝来市から豊岡市までを結ぶ国道312号、兵庫県道104号物部藪崎線、兵庫県道2号宮津養父線、兵庫県道3号豊岡瀬戸線の通称である。
全線にわたって円山川沿いを走るため、一部を除きアップダウンも少なく、特に下流域においては水量の多い円山川を横目に快適な走行が可能となっている。しかし、全体的に道幅が狭い上にスピードが出やすく、下流域の豊岡盆地では日本有数の霧の発生地として知られるほど発生数も多いため、通行者は注意する必要がある。
上流域の朝来市においては、明治時代に日本の近代化を支えた日本有数の鉱山である生野銀山をはじめとする近代化産業遺産が点在する。また、現存する山城としては日本屈指の規模とされる竹田城跡（国の史跡）などがある。
下流域の豊岡市では、日本で唯一コウノトリ（国の特別天然記念物）が生息する豊岡盆地や、玄武岩の柱状節理が発達して形成した玄武洞（国の天然記念物）、外湯巡りで有名な城崎温泉があるなど観光スポットも多い。
あさご（兵庫県朝来市）やぶ（兵庫県養父市）の道の駅が設置されている。
- 経由地：豊岡市、養父市、朝来市

## 通過路線
- 国道312号（朝来市生野地区 - 同市和田山町玉置間、および養父市八鹿町上小田 - 豊岡市中央町間）
- 兵庫県道104号物部藪崎線（朝来市和田山町玉置 - 養父市大藪間）
- 兵庫県道2号宮津養父線（養父市大藪 - 同市八鹿町上小田間）
- 兵庫県道3号豊岡瀬戸線

## 接続路線
- 自動車専用道路
  - 国道483号北近畿豊岡自動車道（春日和田山道路）＜和田山IC/JCT＞
  - 播但連絡道路＜和田山IC/JCT＞
- 一般国道
  - 国道9号（朝来市）
  - 国道178号（豊岡市）
  - 国道426号（豊岡市）

## 沿道の名所・旧跡
- 生野銀山 - 日本有数の鉱山[7]、生野鉱山寮馬車道
- 鉱石の道（馬車道） - 明延鉱山、明神電車、神子畑選鉱所、神子畑鋳鉄橋[8]
- 竹田城跡 - 但馬守護大名・山名宗全が築いた日本屈指の山城、国の史跡、映画「天と地と」ロケ地[9]
- 但馬国分寺跡 - 聖武天皇の詔によって造られた国分寺跡、国の史跡、歴史博物館 但馬国府・国分寺館
- 但馬国府跡 - 古代但馬の中心地、平安時代初期（9世紀初期）の但馬国府跡とされる祢布ヶ森遺跡
- 豊田商店街 - 大石良雄の妻 大石りく生誕の地、元豊岡藩地[10]
- カバンストリート - 日本初のカバンの自販機、鞄の商店街[11]
- 玄武洞 - 5つの洞窟と玄武洞ミュージアムからなる玄武洞公園（国の天然記念物、山陰海岸国立公園、日本の地質百選）
- 豊岡盆地 - 日本有数の鞄の産地[12]、日本で最後の野生コウノトリの生息地、日本で唯一のコウノトリの生息地（兵庫県立コウノトリの郷公園）
- 来日岳 - 日本有数の霧の名所、山陰海岸国立公園区域[6]
- 城崎温泉 - 1300年の歴史を誇る[13]日本の屈指の温泉街[14]、志賀直哉の名作「城の崎にて」の舞台[15]

## 道の駅
- あさご（兵庫県朝来市）
- やぶ（兵庫県養父市）